# Карло Лицани
Карло Лицани (на италиански: Carlo Lizzani) е италиански режисьор, сценарист и критик. 

## Биография
Започва кариерата си като сценарист. За известно време режисира документални филми и след Втората световна война дебютира като режисьор на игрални филми. През 1980-те се появява често в италианската телевизия. През 1994 г. е член на журито на Берлинския филмов фестивал.
В България е познат най-вече с филма си „Любовницата на Граминя“.
Самоубива се на 91-годишна възраст като скача от третия етаж на своя дом на 5 октомври 2013 г.

## Избрана филмография

### Режисьор
| година | филм                   | оригинално заглавие                  | бележки                           |
| ------ | ---------------------- | ------------------------------------ | --------------------------------- |
| 1953   | Любовта в града        | L'amore in città (Amore che si paga) | сегмент: (Любовта, която плащате) |
| 1969   | Любовницата на Граминя | L'amante di Gramigna                 |                                   |
| 1969   | Любов и гняв           | Amore e rabbia (L'indifferenza)      | сегмент: (Безразличие)            |